# Gal Gadot
Gal Gadot-Varsano (hebraisk: גל גדות; født 30. april 1985) er en israelsk skuespiller og model. Som skuespiller, er Gadot kendt for sin rolle som Gisele Yashar i The Fast and The Furious film-serien. I 2016, begyndte Gadot at spille rollen som Wonder Woman i DC's Udvidede Univers, startende med Batman v Superman: Dawn of Justice og fortsætter som hovedrollen i Wonder Woman (2017). Hun er tidligere soldat i den israelske hær og gjorde tjeneste i militæret i to år.
I de forløbne år, har hun været rangeret som en af de højest betalte modeller i Israel, bag Bar Refaeli. Hun lægger ansigt til Gucci's Bamboo parfume.

## Priser og nomineringer
| År   | Pris                             | Kategori                                         | Nomineret arbejde                                 | Resultat  | Ref.   |
| ---- | -------------------------------- | ------------------------------------------------ | ------------------------------------------------- | --------- | ------ |
| 2016 | Teen Choice Awards               | Choice Movie: Breakout Star                      | Batman v Superman: Dawn of Justice                | Nomineret | [ 7 ]  |
| 2016 | Teen Choice Awards               | Choice Movie: Scene Stealer                      | Batman v Superman: Dawn of Justice                | Nomineret |        |
| 2016 | Chinese American Film Festival   | Mest populære amerikanske skuespillerinde i Kina | Fast & Furious, Batman v Superman og Wonder Woman | Vundet    | [ 8 ]  |
| 2016 | Critics' Choice Awards           | Bedste skuespillerinde i en Action Film          | Batman v Superman: Dawn of Justice                | Nomineret | [ 9 ]  |
| 2016 | Women Film Critics Circle Awards | Bedste kvindelige actionhelt                     | Batman v Superman: Dawn of Justice                | Nomineret | [ 10 ] |